# University of Chicago Press

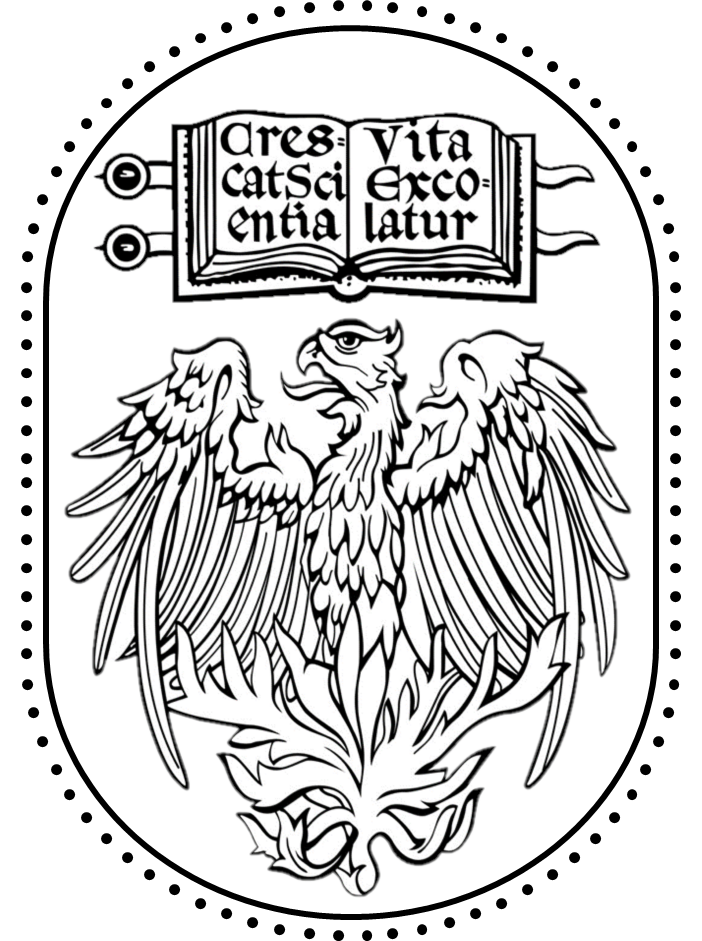
University of Chicago Press logo

University of Chicago Press (presses de l'université de Chicago) est une maison d'édition universitaire américaine.

## Histoire
Fondée en 1891, elle est gérée par l'université de Chicago et publie une très large variété d’ouvrages, notamment en philosophie, en astrophysique, en économie, en critique littéraire, etc.
C'est la plus importante maison d'édition universitaire américaine.[réf. nécessaire]